# Tito "El Bambino"
Efrain David Finez Nevarez (5 mei 1981), beter bekend als Tito "El Bambino", is een reggaetonartiest uit Puerto Rico. Hij verwierf bekendheid als de ene helft van het duo Héctor y Tito en later als succesvol soloartiest.

## Muziekcarrière

### 1996-2004: Héctor & Tito
Tito en zijn partner waren al bekend binnen de grenzen van Puerto Rico met dank aan "lokale hits" als; "Amor de Colegio", "Felina", "Baila Morena" en "No Le Temas a Él". Net voordat het duo uit elkaar ging, verscheen er een laatste album getiteld "Season Finale". De reden voor het uit elkaar gaan ligt naar verluidt bij de niet-loyale houding van Hector naar Tito toe.

### 2004-2006: Top of the Line
"Top of the Line" was het eerste soloalbum van Tito maar werd meteen een grote hit. Het album bereikte zelfs de eerste positie in Puerto Rico, waar tot dat moment het hitalbum stond van het duo Wisin y Yandel, "Masterpiece". Op het album van Tito werkten veel grote namen met de opkomende artiest, onder andere Daddy Yankee, Don Omar en Beenie Man. Grote hits van dit album waren "Cailë", "Mia" (ft. Daddy Yankee), "Tu Cintura" (ft. Don Omar) en "Flow Natural" (ft. Beenie man).

### 2007-2008: It's My Time
Het tweede album met minder succes was genaamd "It's My Time".

### 2009-2010: El Patron
"El Patron" werd het derde soloproject van Tito en bevatte o.a. de hit "Vamos Pa'l Aqua".

### 2011-heden: producer Tito
Tito startte in februari zijn eigen label, genaamd "On Fire Music".

## Discografie
Top of the Line
Uitgebracht: 4 april 2006
Singles:
- 2006: "Caile"
- 2006: "Flow Natural" (met Beenie Man & Deevani)
- 2006: "Mía" (met Daddy Yankee)
- 2007: "Tu Cintura" (met Don Omar)

Top of the Line: El Internacional
Uitgebracht: 6 februari 2007
Singles:
- 2007: "Siente El Boom (Remix)" (met De La Ghetto, Jowell & Randy)
- 2007: "Enamorado"
- 2007: "Bailarlo"

It's My Time
Uitgebracht: 2 oktober 2007
Singles:
- 2007: "Sólo Dime Que Sí"
- 2007: "Sol, Playa y Arena" (met Jadiel)
- 2007: "El Tra"
- 2007: "En La Disco"
- 2007: "La Busco" (met Toby Love)

El Patrón
Uitgebracht: begin 2009
Singles:
- 2008: "Under"
- 2009: "El Amor"

El Patrón: Invencible
Uitgebracht: 2011
- Bibliothèque nationale de France: cb16943474r (data)
- Catàleg d'autoritats de noms i títols de Catalunya: 981058522524006706
- International Standard Name Identifier: 0000 0000 3698 5172
- Library of Congress Control Number: n2007066450
- MusicBrainz: ebe02d36-410d-4a85-a67e-36e2462e3e44
- Virtual International Authority File: 75770265
- WorldCat: E39PBJbtttcRRHtGBCq3pk4rMP